# Alysha Newman
Alysha Eveline Newman, född 29 juni 1994 i London, Ontario, är en kanadensisk stavhoppare. Hon företrädde Kanada redan vid olympiska sommarspelen 2016 och 2020, men först när hon var utsedd till Kanadas OS-lag för tredje gången vid olympiska sommarspelen 2024 i Paris, lyckades hon ta brons i damernas stavhopp. Newman tävlade först för Eastern Michigan Eagles och därefter för Miami Hurricanes på collegenivå.
Newman tog brons i damernas stavhopp vid panamerikanska spelen 2019. Hon har dessutom tagit brons vid samväldesspelen 2014 och guld vid samväldesspelen 2018.